# 30 ハドソン・ヤード
30 ハドソン・ヤード（英語：30 Hudson Yards）は、アメリカ合衆国のニューヨーク州ニューヨーク市マンハッタン区の再開発地区ハドソン・ヤードにある超高層ビルである。高さは387m（1,270ft）あり、ニューヨーク市で6番目に高いビルであり、アメリカ合衆国で8番目に高い建築物である。地上335m（1,100ft）にある展望台は、トロントのCNタワー屋外スカイテラス（342m、1,122ft）に次いで西半球で2番目に高い屋外展望台である。

## 歴史
起工式は2012年12月4日に行われた。
2013年に、タイム・ワーナーはほとんどのオフィスを30 ハドソン・ヤードに移転し、コロンバスサークルにあるタイムワーナーセンターの本社を空ける意向を発表した。同社は建物の半分、38階以下を占める予定である。
タワー上部の展望台の建設は2018年4月に始まった。展望台は2018年半ばまでにほとんど完成し、2020年3月11日に一般向け営業を開始した。
30 ハドソン・ヤードは2019年3月15日にオープンした。1ヶ月後、ワーナーメディアがリースバックをし、140,000m2のスペースをリレーティッドとアリアンツに売却し、22億ドルで15年間のリースを契約した。ドイツ銀行、ウェルズ・ファーゴ、ゴールドマンサックスからの10年間の14億3000万ドルの商業不動産担保証券の有利子ローンで購入資金を調達した。同年6月、KKRはオフィスマンションスペースのためにドイツ銀行から4億9000万ドルの住宅ローンを借り入れた。

## 建築とデザイン
建物の設計にはコーン・ペダーセン・フォックスが選ばれた。当初の計画では408m（1,337ft）の高さが計画されていたが、のち395m（1,295ft）に縮小された。しかし、30 ハドソン・ヤードはそれでもハドソン・ヤード開発で最も高い建物である。ワーナー・メディアのスペースには、カフェテリア、フィットネスセンター、2階建ての講堂と映画館、屋外デッキなどの設備が整備されている。
ロビーには、天井からぶら下がる11個のステンレス鋼球のスペインの芸術家・ジャウメ・プレンサによる作品がある。作品は、グローバルな統一と文化の多様性を表している。

## 主な施設
- 102 - 103F: 機械室
- 101F: イベントスペース
- 100 - 101F: 展望台「エッジ」
- 79F: 機械室
- 74 - 83F: コールバーグ・クラビス・ロバーツ
- 72 - 73F: ザ・リテーティッド・カンパニース（英語版）
- 66 - 71F: Meta
- 60 - 65F: ウェルズ・ファーゴ・セキュリティーズ
- 52F: 機械室
- 35F: スカイロビー
- 25F: 機械室
- 16 - 51F: ワーナー・ブラザース・ディスカバリー
- 1 - 15F: ウェルズ・ファーゴ・セキュリティーズ
- ロビー: ワーナー・ブラザース・ディスカバリー、ウェルズ・ファーゴ、ザ・ショップス&レストランズ・アット・ハドソン・ヤード（英語版）（商業施設）